# كرم آباد (مقاطعة دلفان)
كرم‌آباد (بالفارسية: کرم‌آباد) هي قرية تقع في قسم ميربغ الشمالي الريفي (مقاطعة دلفان) في إيران. يقدر عدد سكانها بـ 36 نسمة .